# 克列欽
48°37′36″N 23°23′30″E / 48.62667°N 23.39167°E
克列欽（烏克蘭語：Келечин）是位於烏克蘭西部外喀爾巴阡州裏胡斯特區的村莊，處於里平卡河畔，海拔高度531米，2001年該城鎮人口679。